# Bio Diver Xenon
Bio Diver Xenon (重機甲兵ゼノン, Jyukikohei XENON) est un manga de Masaomi Kanzaki. Publié en français aux éditions Génération comics en quatre volumes.

## Synopsis
Asuka Kanō est un jeune homme passager du vol 234 de Neo-Tōkyō Airlines au départ de Hokkaidō et à destination de Tokyo, lorsque celui-ci s'écrase au large du Sanriku. Les 382 passagers périssent dans l'accident.
Pourtant, plusieurs mois plus tard, Asuka Kanō revient amnésique. La seule chose dont il se souvient est de faire partie des passagers du vol 234, mais ignore comment il a survécu au crash. Poursuivit par une organisation secrète criminelle et terroriste  "Mer rouge", il découvre que son corps a été en grande partie cybernétisé à l'aide d'un mystérieux alliage, le Xenon.

## Avis
Pionnier du genre Cyber-punk, Bio Diver Xenon permettra à d'autres œuvres comme la saga Gunnm de voir le jour.[réf. nécessaire]